# Siderastreidae
Siderastreidae  is een familie van neteldieren uit de klasse van de Anthozoa (bloemdieren). 

## Geslachten
- Pseudosiderastrea Yabe & Sugiyama, 1935
- Siderastrea Blainville, 1830